# Krkavice
Krkavice (latinsky: arteria carotis), též karotida či přesněji společná karotida (arteria carotis communis), je největší krční tepna. Levá společná karotida (carotis communis sinistra) vychází přímo z oblouku aorty, pravá společná karotida (carotis communis dextra) vyúsťuje z hlavopažního kmene. Proto je pravá karotida kratší, a to právě o délku hlavopažního kmene. Krkavice zásobuje krví velkou část mozku, hlavy a krku. Hlavní tepnou krku je krkavice, naproti tomu hlavní žílou krku je vnitřní hrdelní žíla (vena jugularis interna).

## Větvení
Obě společné krkavice stoupají podél boků průdušnice a jícnu a za štítnou žlázou. V oblasti za horním okrajem štítné chrupavky se dělí na karotidu zevní (arteria carotis externa) a na karotidu vnitřní (arteria carotis interna). Zevní karotida zásobuje především oblast krku a hlavy vyjma mozku. Vnitřní karotida vstupuje do lebeční dutiny a zásobuje velkou část mozku a oko.

## Význam
Krkavice slouží velmi často k měření pulsu, lze jej nahmatat po stranách hrtanu, zjišťuje se obvykle u lidí v hlubším bezvědomí nebo u lidí v kritickém stavu, kde je puls na zápěstní tepně slabý nebo nehmatný.
V medicíně se může dále používat pro zjištění proudění krve v tepně pomocí Dopplerova ultrazvukového průtokoměru (doppleru) – tento přístroj využívá ultrazvuku k měření krevního tlaku a průtoku. Používá se na tepnách krku a dolních končetin většinou k zjištění průchodnosti tepny.